# Сони Боно
Сони Боно (на английски: Sonny Bono) е американски политик, телевизионен водещ, музикален продуцент, певец и актьор.
Става известен през 60-те години на ХХ век с дуета си със своята тогавашна съпруга Шер. През 70-те години те са водещи на популярното телевизионно предаване „Шоуто на Сони и Шер“.
През 80-те години Сони Боно става кмет на Палм Спрингс, а през 1994 г. е избран в Камарата на представителите на американския Конгрес. По време на мандата си е сред вносителите на подкрепян от филмовата и музикална индустрия законопроект за удължаване на срока на авторското право. Законът е окончателно приет след смъртта му и е наречен Закон на Сони Боно за удължаване на срока на авторското право.